# Coreopsis
 Coreopsis   L., 1753 è un genere di piante angiosperme dicotiledoni della famiglia delle Asteraceae, sottofamiglia Asteroideae, tribù Coreopsideae e sottotribù Coreopsidinae.

## Etimologia
Il nome del genere deriva dal greco "korios" (= cimice) e "-opsis" (= somigliante) e fa riferimento a certe somiglianze degli acheni.
Il nome scientifico del genere è stato definito dal botanico Carl Linnaeus (1707-1778) nella pubblicazione " Species Plantarum" ( Sp. Pl. [Linnaeus] 2: 907) del 1753.

## Descrizione

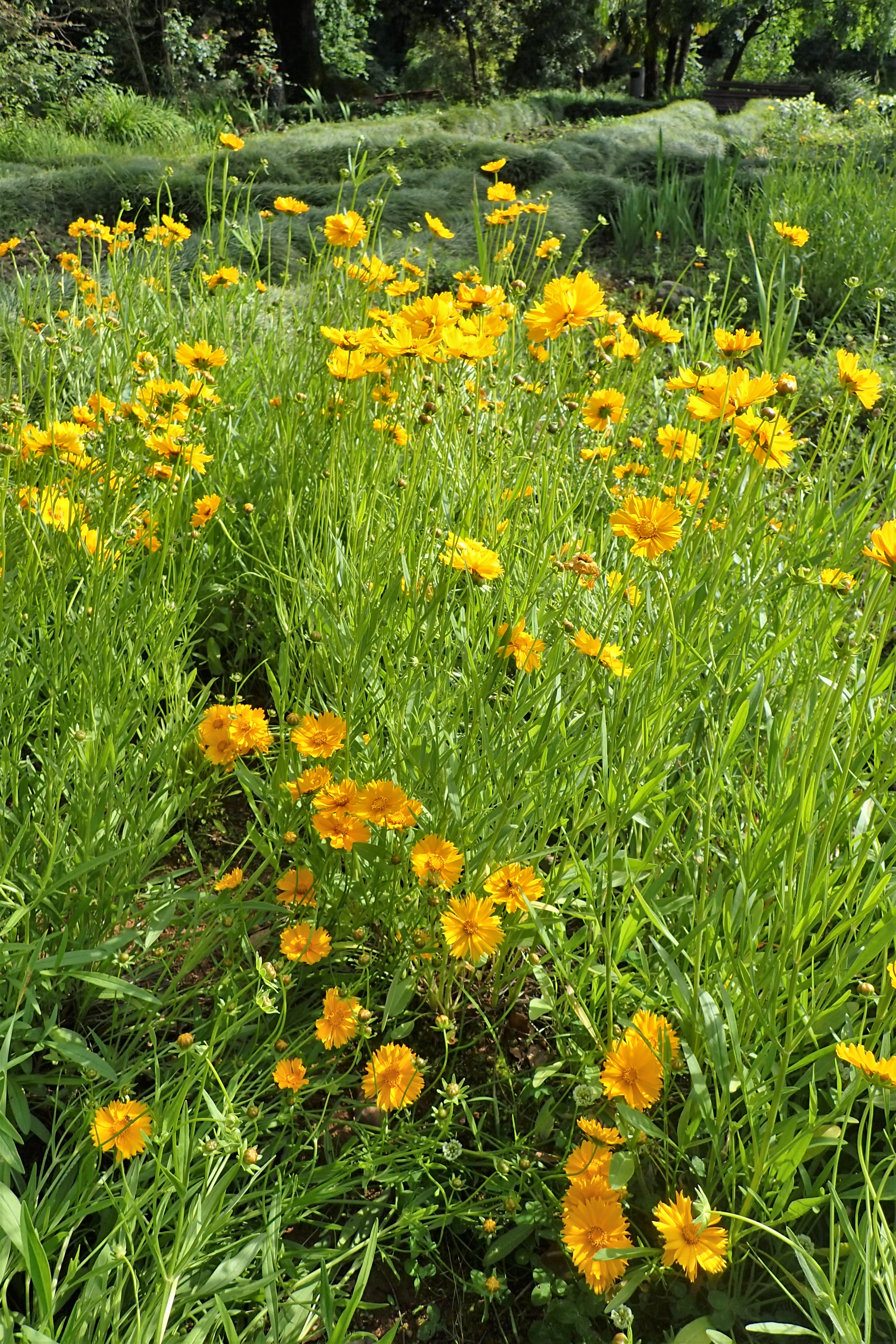
Il portamento
Coreopsis grandiflora

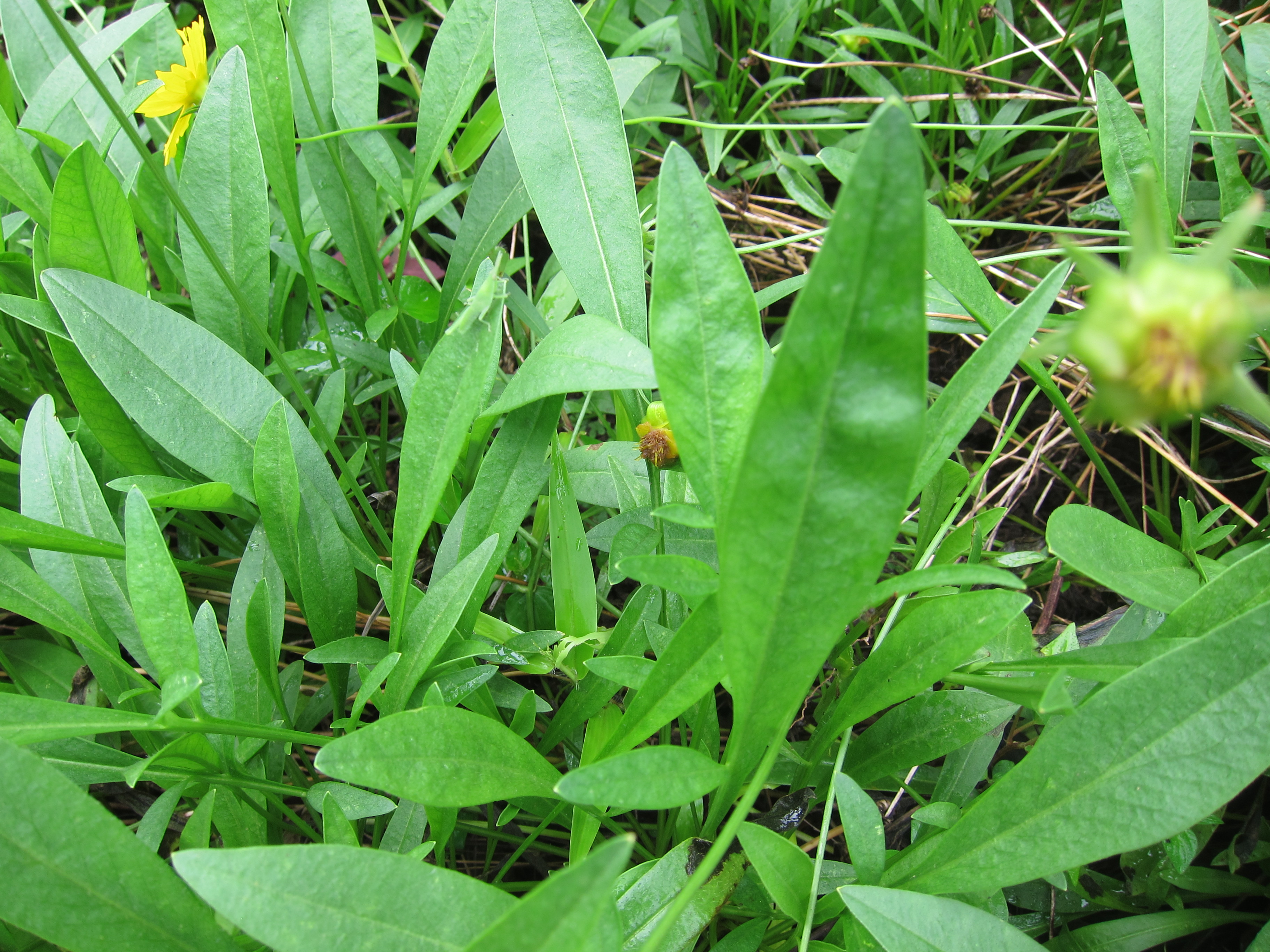
Le foglie
Coreopsis lanceolata

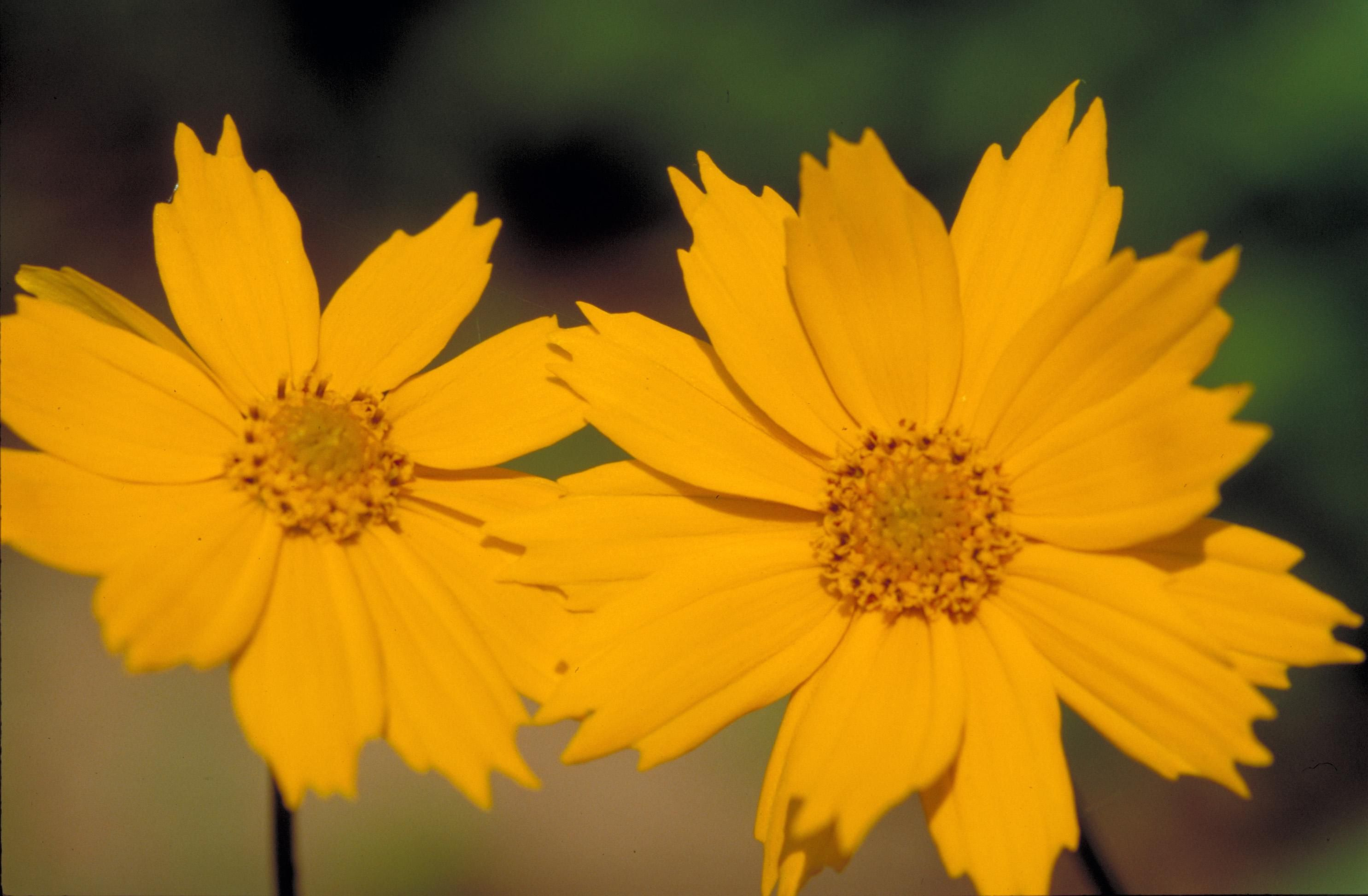
Infiorescenza
Coreopsis auriculata

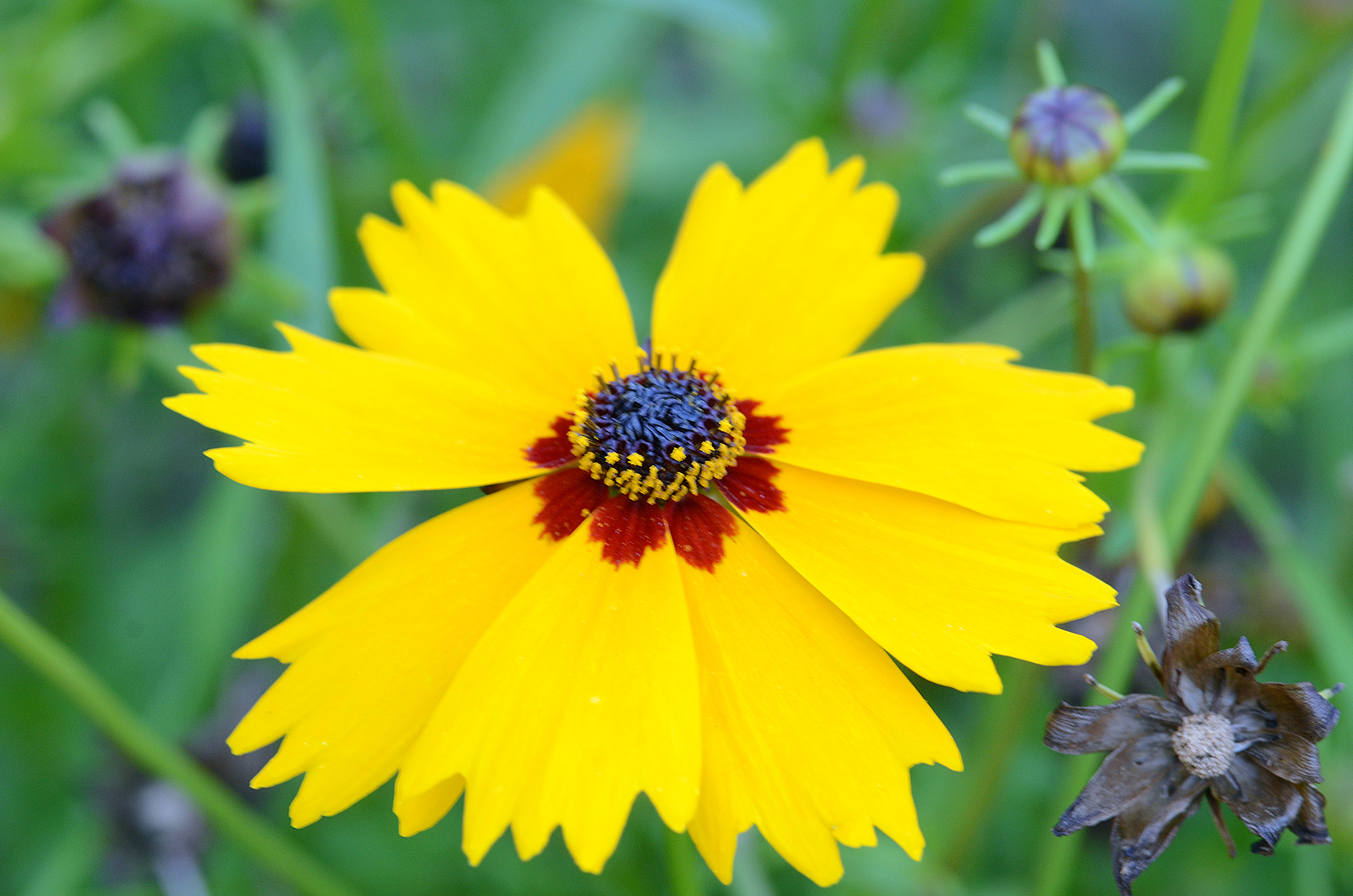
I fiori
Coreopsis basalis

Portamento. L'habitus delle piante di questo genere è erbaceo, arbustivo, raramente alberi fino a 4 m e qualche volta acquatico. Il ciclo biologico è annuale o perenne.
Fusto. La parte aerea in genere è eretta, semplice o ramosa. La parte ipogea del fusto può essere rizomatosa o simile a quella delle Cormofite. Altezza media: 10-80 cm (in America massimo 200 cm).
Foglie. Le foglie sono sia basali che cauline; lungo il caule sono disposte in modo opposto; in alcuni casi nella parte distale si alternano. Le foglie sono sessili o picciolate. Le forme delle lamine sono ovate, ellittiche, deltate, filiformi o lanceolate; mentre il tipo di lamina può essere intera o composta (1-3- pennatifide con segmenti lanceolati o lineari). I margini sono interi o dentati. Le superfici sono glabre o pelose e trinervate.
Infiorescenza. Le sinflorescenze sono formate da capolini terminali, raramente ascellari, disposti in forme  corimbose. Le infiorescenze vere e proprie sono composte da un capolino peduncolato di tipo radiato o discoide, con fiori eterogami; il capolino è sotteso da 3-8 brattee fogliacee. I capolini sono formati da un involucro, con forme da cilindriche/globose a campanulate, composto da 8 brattee al cui interno un ricettacolo fa da base ai fiori di due tipi: fiori del raggio e fiori del disco. Le brattee sono persistenti, spesso sono dimorfe, hanno dimensioni scalate e sono disposte su 2 serie. Quelle esterne sono erbacee (di colore verde), quelle più interne sono membranose e scariose. I ricettacoli, strutture alla base dei fiori, sono piani o convessi e sono provvisti di pagliette a protezione dei fiori stessi. Diametro degli involucri: 4-25 mm.
Fiori.  I fiori sono tetra-ciclici (formati cioè da 4 verticilli: calice – corolla – androceo – gineceo) e pentameri (calice e corolla formati da 5 elementi). Si distinguono in:
- fiori del raggio (esterni): (sono 8) sono femminili (sterili o raramente fertili) e sono disposti su una o più serie; la forma è ligulata (zigomorfa); possono essere assenti;
- fiori del disco (centrali): (sono da 8 a 150) hanno forme brevemente tubulose (attinomorfe); sono ermafroditi o, quelli più interni, funzionalmente staminali.

- Formula fiorale:

*/x K {\displaystyle \infty }, [C (5), A (5)], G 2 (infero), achenio 
- Calice: i sepali del calice sono ridotti ad una coroncina di squame.

- Corolla:

- fiori del raggio: la forma della corolla alla base è più o meno tubulosa-imbutiforme, mentre all'apice è ligulata; di solito sono colorate di giallo-arancio;  talvolta hanno le corolle atrofizzate, altrimenti le ligule sono bilobate o trilobate;
- fiori del disco: la forma è tubulare bruscamente divaricata in 4-5 lobi (corolle pentamere, qualche volta tetramere); i lobi, patenti o eretti, hanno una forma deltata o più o meno lanceolata; il tubo è breve o di lunghezza uguale alla gola; il colore è giallo, marrone, rosso, viola o purpureo.

- Androceo: l'androceo è formato da 5 stami sorretti da filamenti generalmente liberi; gli stami sono connati e formano un manicotto circondante lo stilo.[5] Le appendici delle antere hanno delle forme ovate e sono glabre. Possono essere presenti dei prominenti canali resinosi. Il polline è sferico con un diametro medio di circa 25 micron;  è tricolporato (con tre aperture sia di tipo a fessura che tipo isodiametrica o poro) ed è echinato (con punte sporgenti).

- Gineceo: l'ovario è infero uniloculare formato da 2 carpelli.[5] I bracci dello stilo (gli stigmi) sono provvisti di apici deltati a volte papillosi.

Frutti. I frutti sono degli acheni con pappo. La forma è ob-compressa o ob-piatta, altrimenti sono ob-lunghi, cuneati, lineari, orbicolari o ovati. I margini hanno la consistenza del sughero o sono alati (con 3 – 4 angoli). La superficie è glabra o pelosa. Il pappo è persistente ed è formato da due reste oppure è assente.

## Biologia
Impollinazione: l'impollinazione avviene tramite insetti (impollinazione entomogama tramite farfalle diurne e notturne).

Riproduzione: la fecondazione avviene fondamentalmente tramite l'impollinazione dei fiori (vedi sopra).

Dispersione: i semi (gli acheni) cadendo a terra sono successivamente dispersi soprattutto da insetti tipo formiche (disseminazione mirmecoria). In questo tipo di piante avviene anche un altro tipo di dispersione: zoocoria. Infatti gli uncini delle brattee dell'involucro (se presenti) si agganciano ai peli degli animali di passaggio disperdendo così anche su lunghe distanze i semi della pianta. Inoltre per merito del pappo (se presente) il vento può trasportare i semi anche a distanza di alcuni chilometri (disseminazione anemocora).

## Distribuzione e habitat
Le specie di questo genere sono distribuite in America del nord e in parte in quella meridionale; altrove sono naturalizzate.

## Sistematica
La famiglia di appartenenza di questa voce (Asteraceae o Compositae, nomen conservandum) probabilmente originaria del Sud America, è la più numerosa del mondo vegetale, comprende oltre 23.000 specie distribuite su 1.535 generi, oppure 22.750 specie e 1.530 generi secondo altre fonti (una delle checklist più aggiornata elenca fino a 1.679 generi). La famiglia attualmente (2021) è divisa in 16 sottofamiglie; la sottofamiglia Asteroideae è una di queste e rappresenta l'evoluzione più recente di tutta la famiglia.

### Filogenesi
Il gruppo di questa voce è descritto nella sottotribù Coreopsidinae caratterizzata da capolini sotteso da una (o più) brattee fogliacee, da foglie con una disposizione opposta e da bracci dello stilo più corti dell'area stigmatica.
Nell'ambito della sottotribù  Coreopsis  non ha una posizione ben definita: le sue specie sono variamente distribuite nella sottotribù a volte vicine alle specie del genere Bidens, altre al genere Cosmos  oppure Heterosperma .  Recentemente 8 specie di Coreopsis sono state trasferite al genere monofiletico Leptosyne DC..
I caratteri distintivi del genere sono:
- il portamento è arbustivo o formato da piccoli alberi, oppure erbaceo annuo o perenne;
- le sinflorescenze sono corimbose;
- la base delle foglie è cuneata..

Il numero cromosomico delle specie di questa voce è: 2n = 24, 26 e 28.

### Elenco delle specie
Questo genere ha 39 specie:
A - B - C - F
- Coreopsis aristulata LeBlond, Sorrie & Weakley
- Coreopsis auriculata L.
- Coreopsis bakeri E.E.Schill.
- Coreopsis basalis (A.Dietr.) S.F.Blake
- Coreopsis bolanosana Panero & Villaseñor
- Coreopsis breviligulata Sagást. & Sánchez Vega
- Coreopsis buchii (Urb.) S.F.Blake
- Coreopsis canescentifolia Sagást.
- Coreopsis falcata F.E.Boynton
- Coreopsis floridana E.B.Sm.

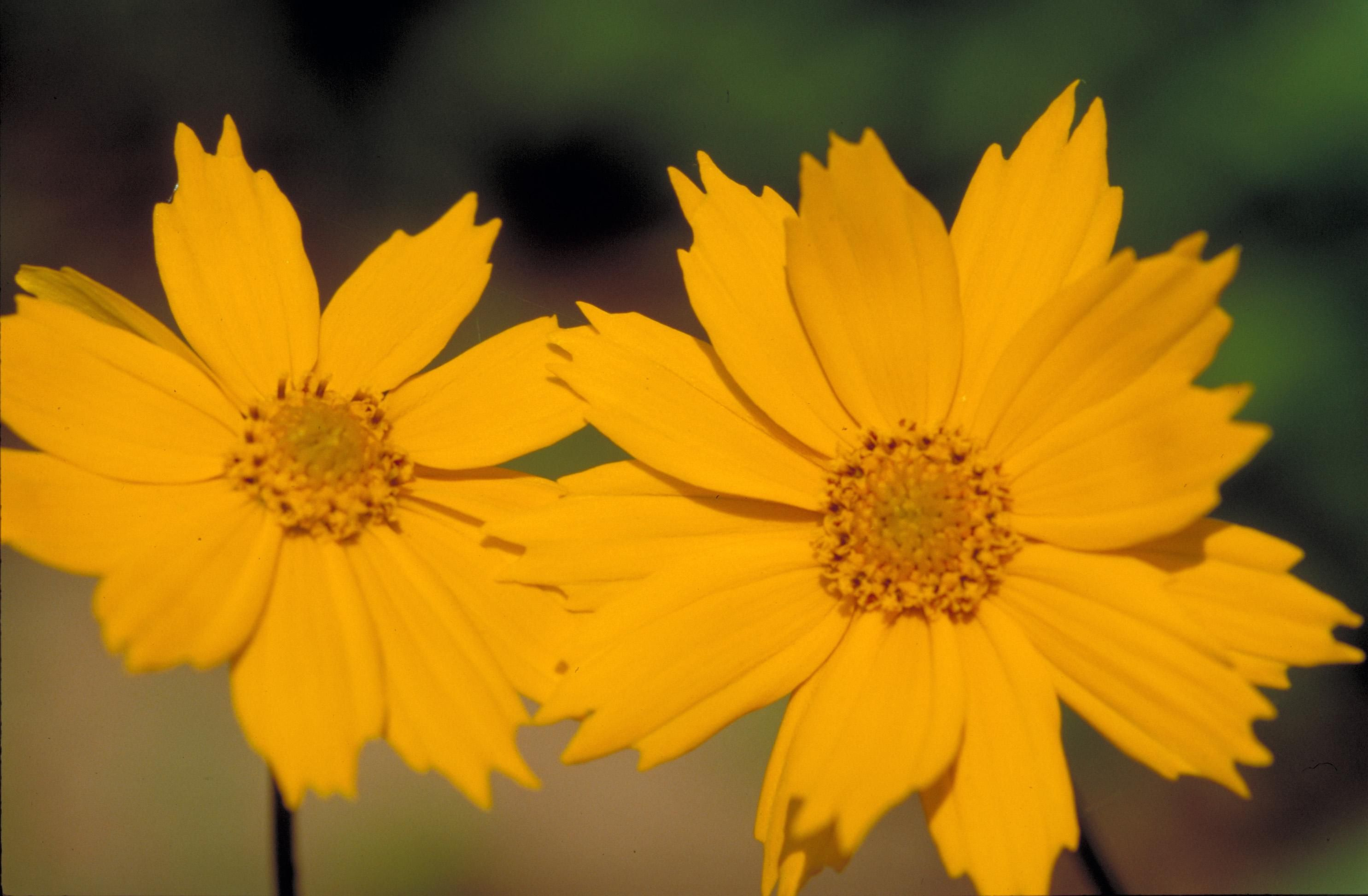
Coreopsis auriculata
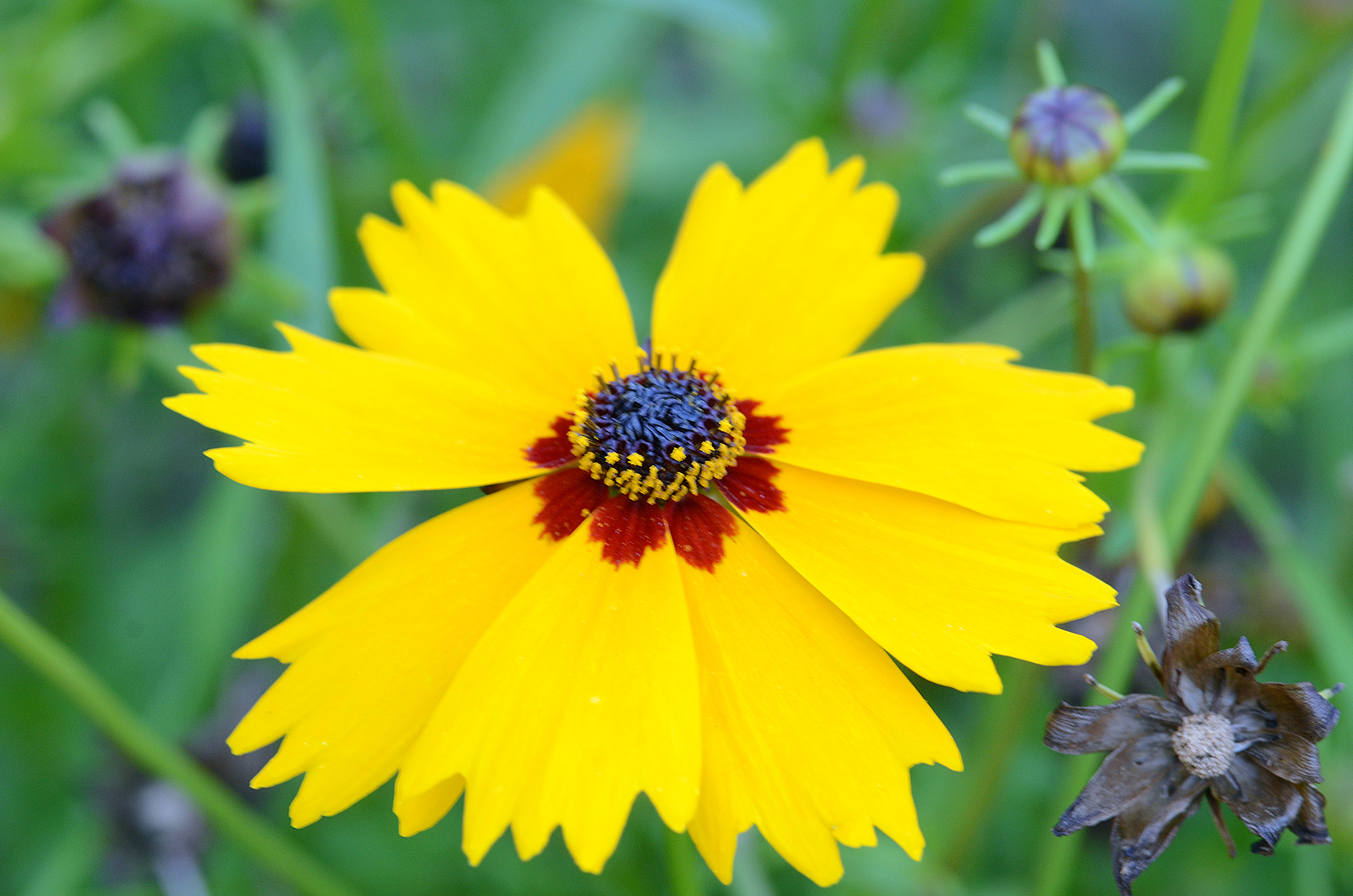
Coreopsis basalis
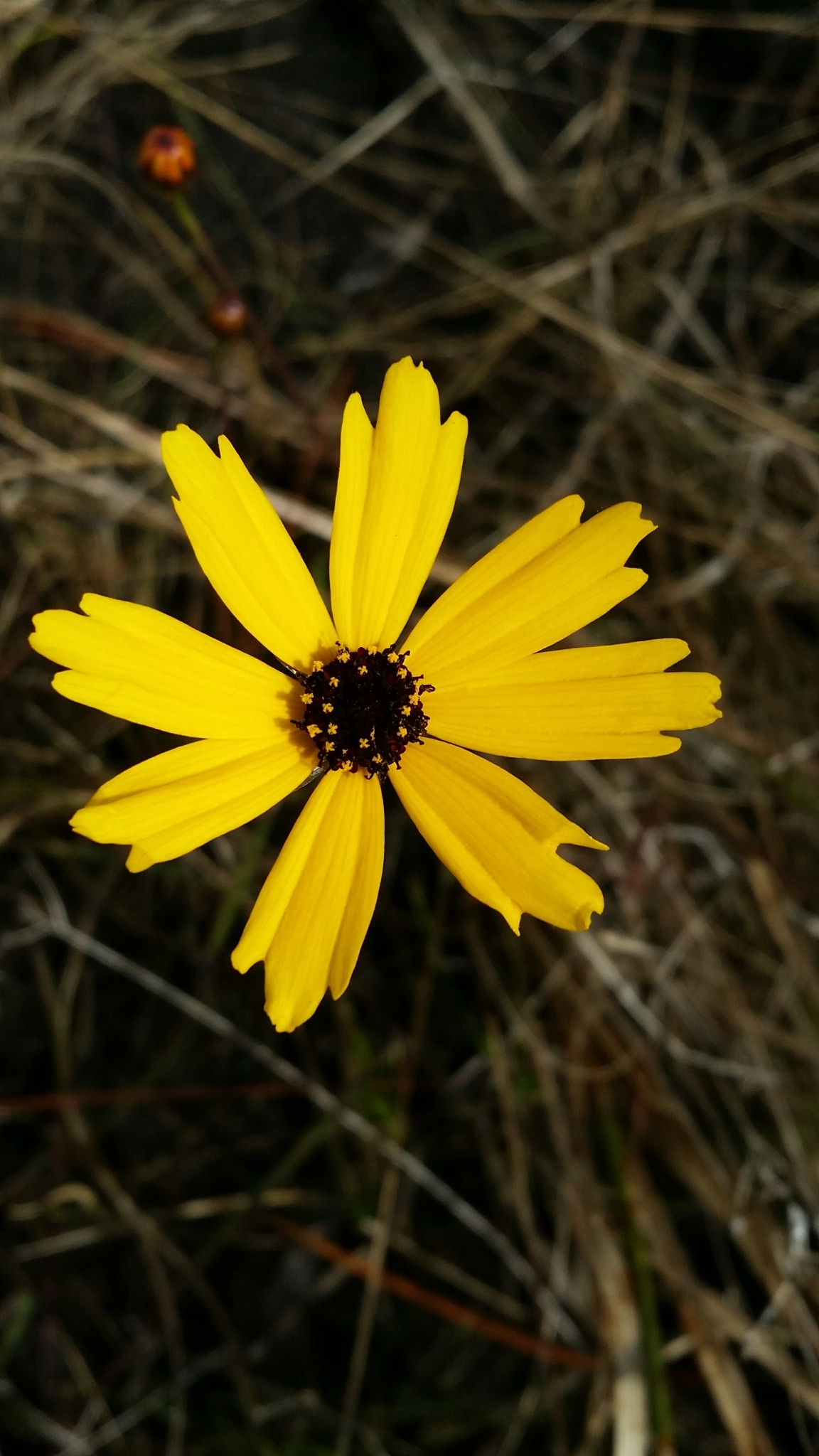
Coreopsis floridana

G - I - K - L
- Coreopsis gladiata Walter
- Coreopsis glaucodes S.F.Blake & Sherff
- Coreopsis grandiflora Hogg ex Sweet
- Coreopsis imbricata Sherff
- Coreopsis integra S.F.Blake
- Coreopsis integrifolia Poir.
- Coreopsis intermedia Sherff
- Coreopsis killipii Sherff
- Coreopsis lanceolata L.
- Coreopsis leavenworthii Torr. & A.Gray
- Coreopsis linifolia Nutt.
- Coreopsis longula S.F.Blake

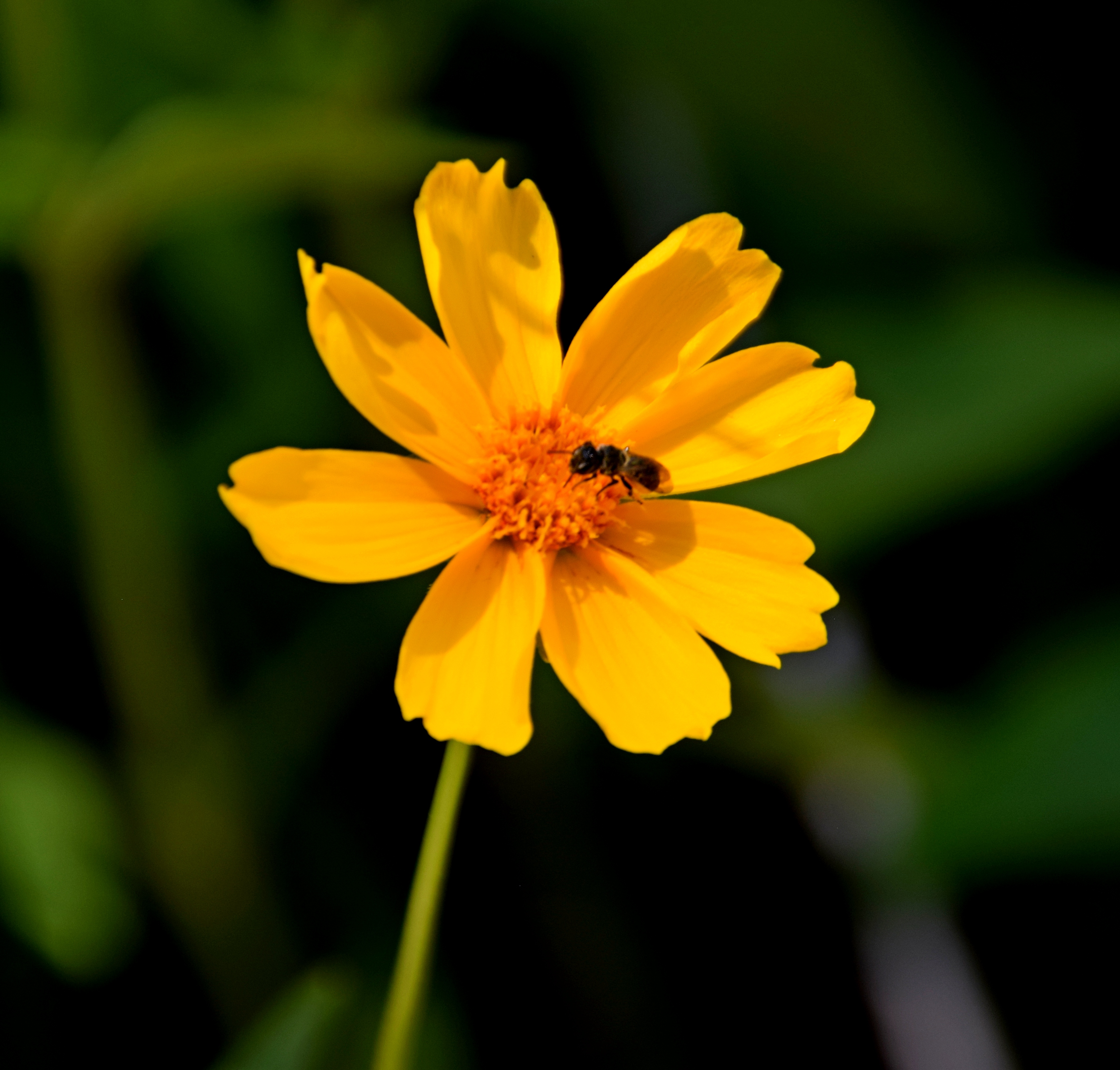
Coreopsis grandiflora
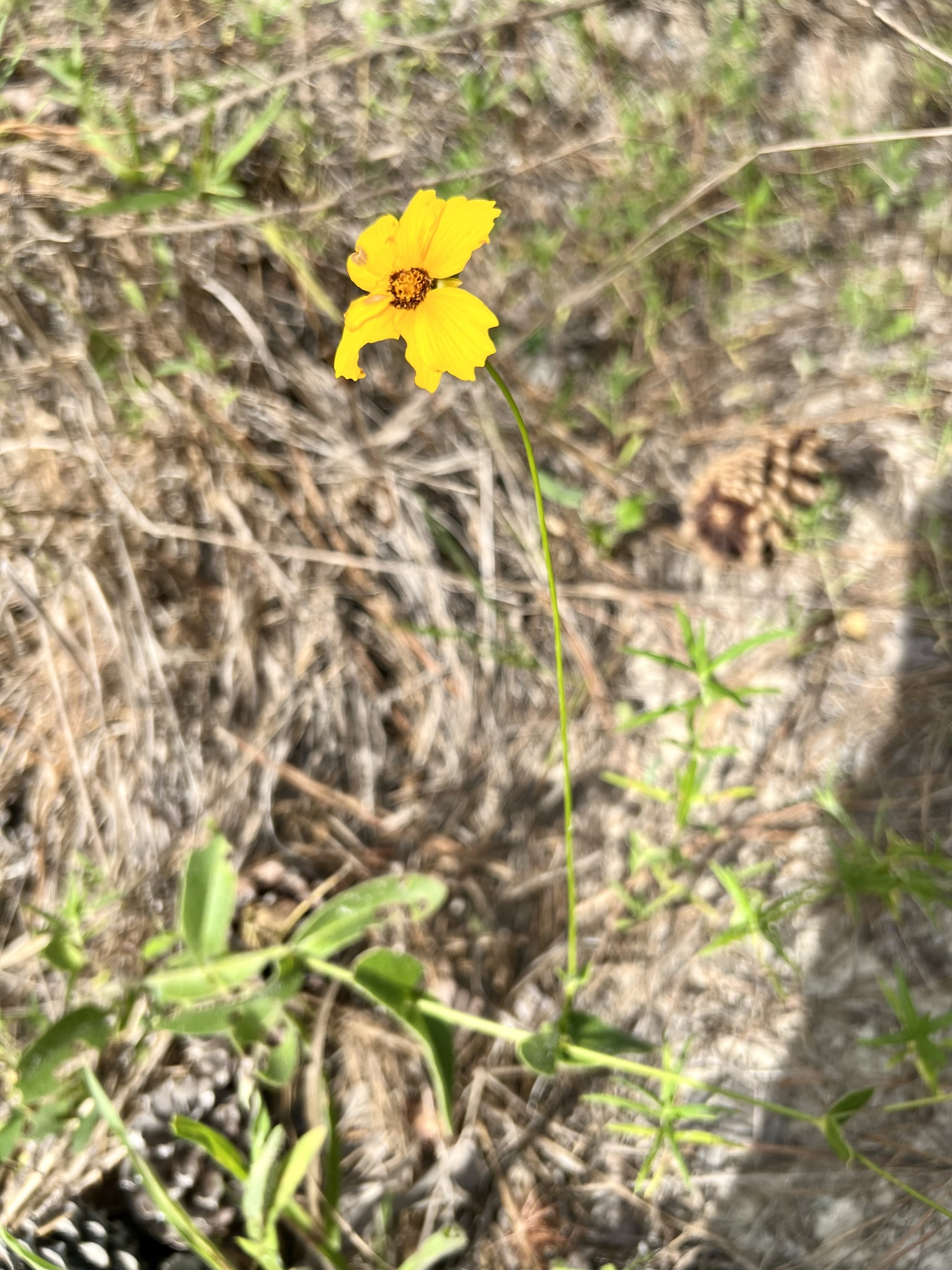
Coreopsis intermedia
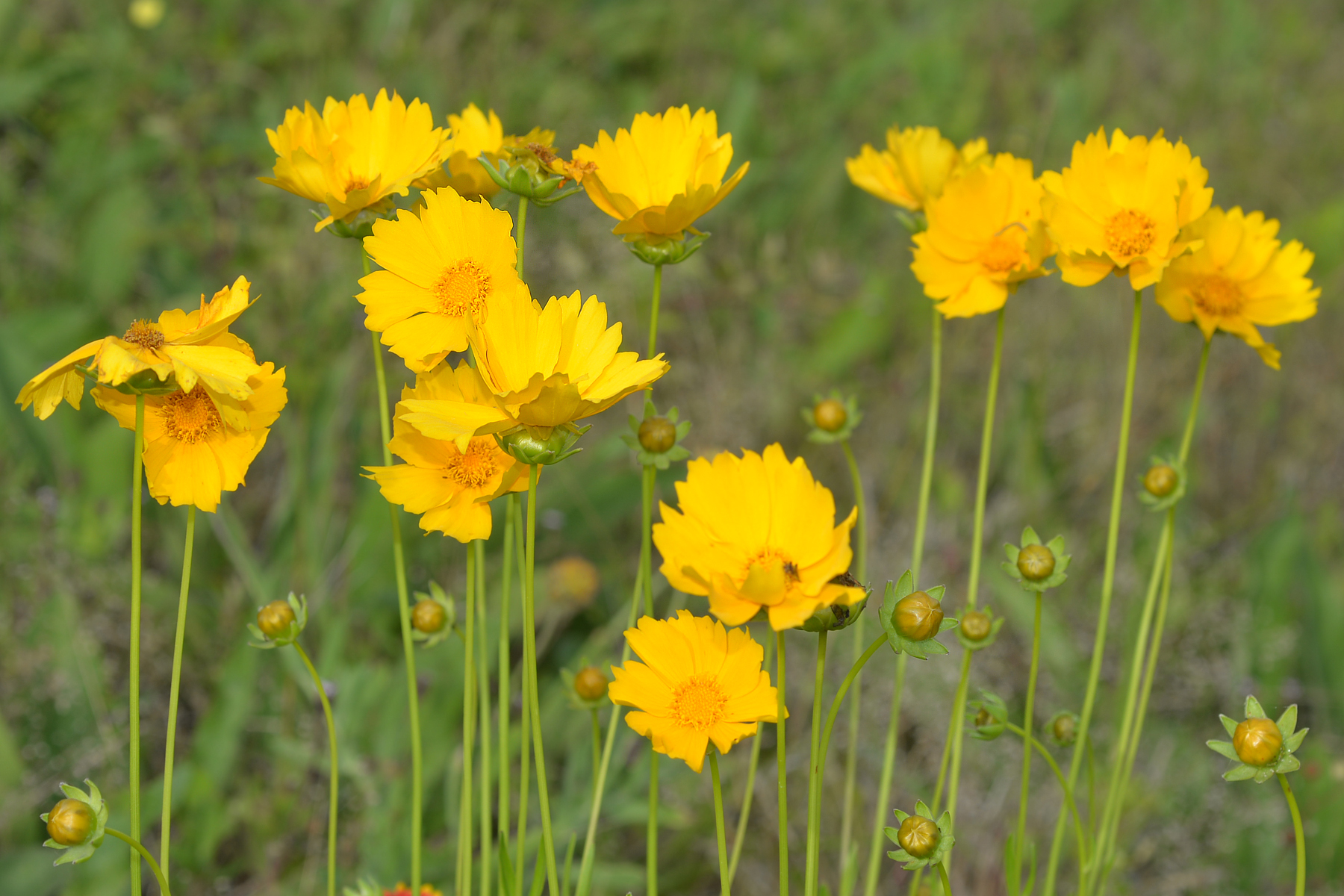
Coreopsis lanceolata
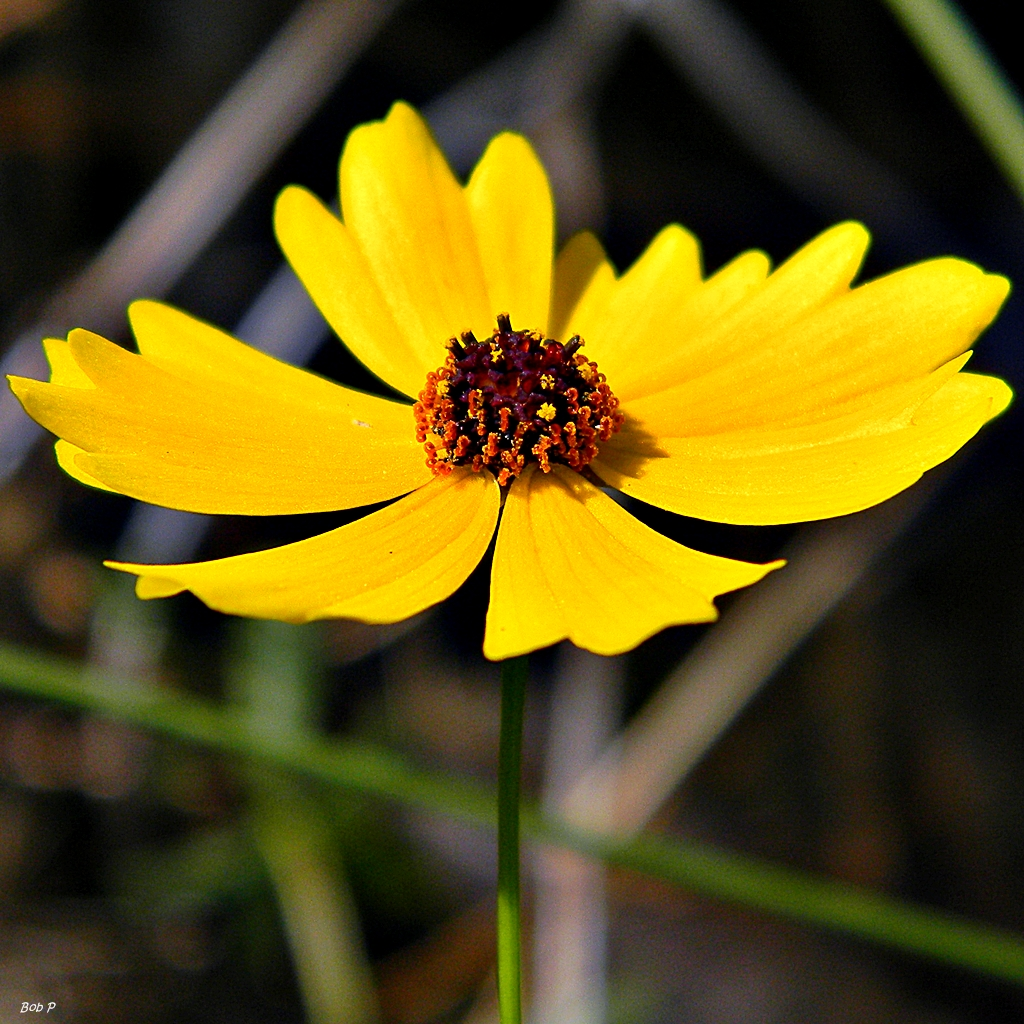
Coreopsis leavenworthii

M - N - P
- Coreopsis maysillesii Sherff
- Coreopsis mollicula Sagást. & Sánchez Vega
- Coreopsis multifida DC.
- Coreopsis nudata Nutt.
- Coreopsis nuecensis A.Heller
- Coreopsis nuecensoides E.B.Sm.
- Coreopsis paludosa M.E.Jones
- Coreopsis palustris Sorrie
- Coreopsis peruviana Sagást.
- Coreopsis piurana Sherff
- Coreopsis poloe Sagást. & Zapata
- Coreopsis pubescens Elliott

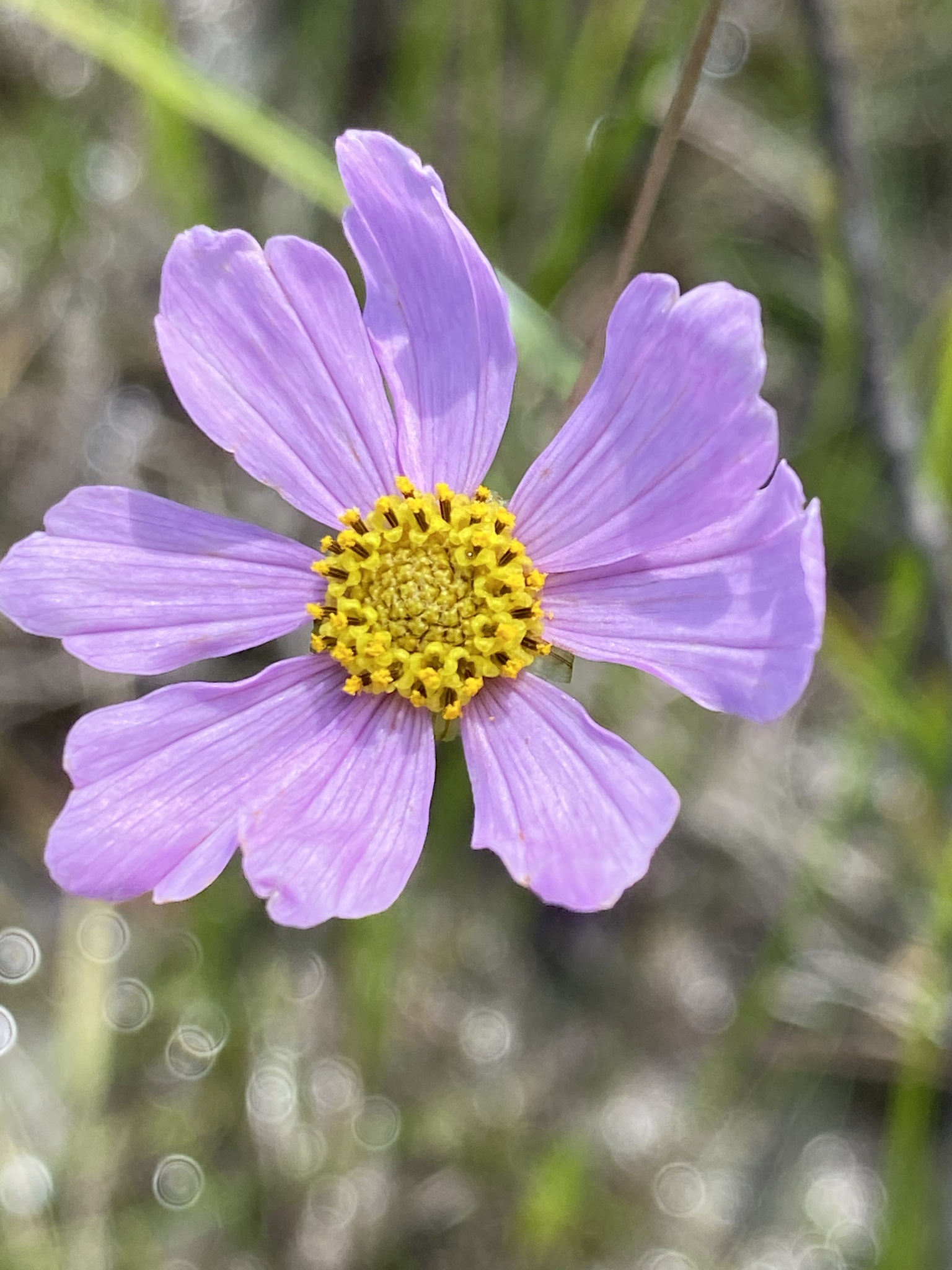
Coreopsis nudata
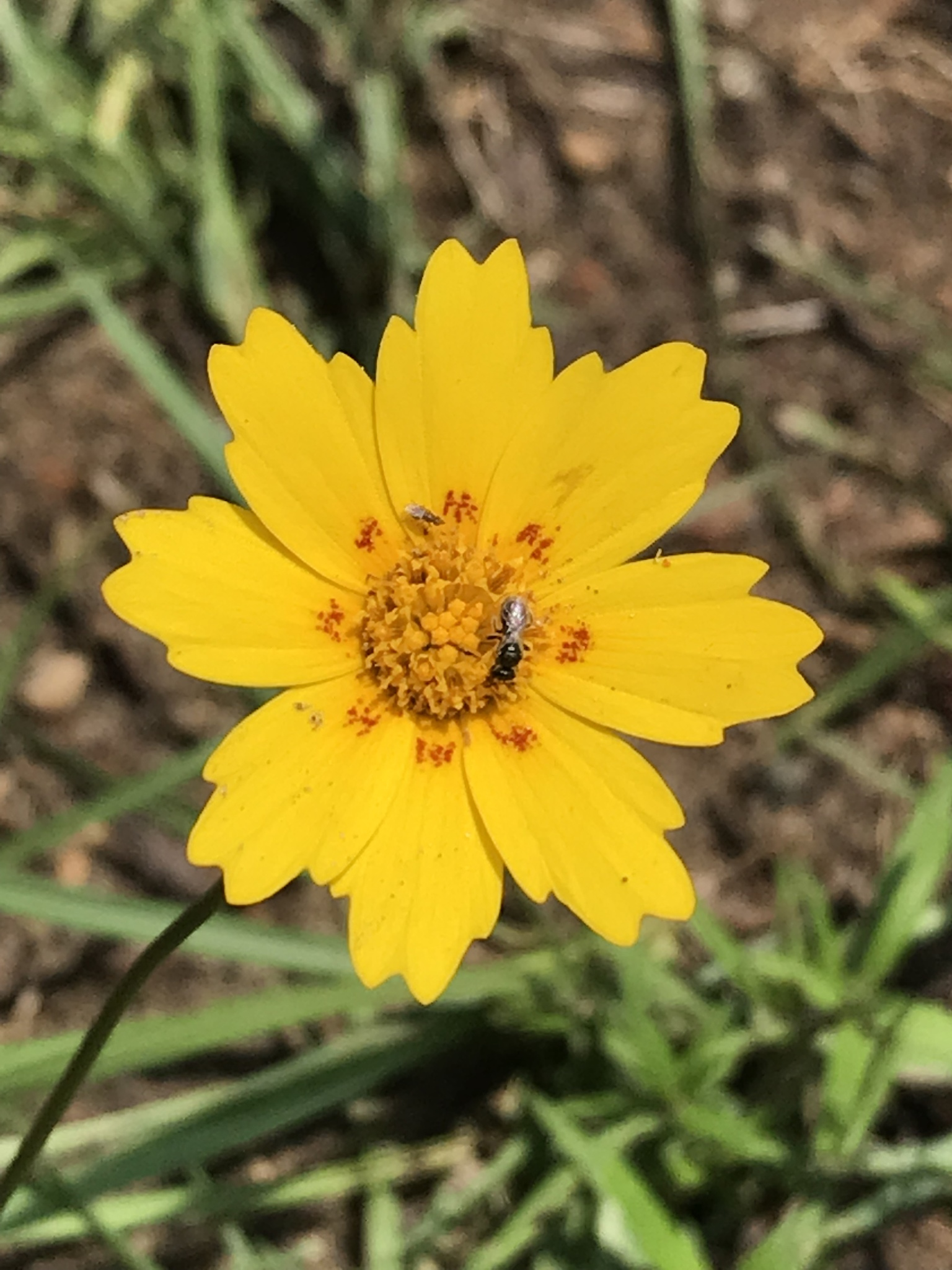
Coreopsis nuecensoides
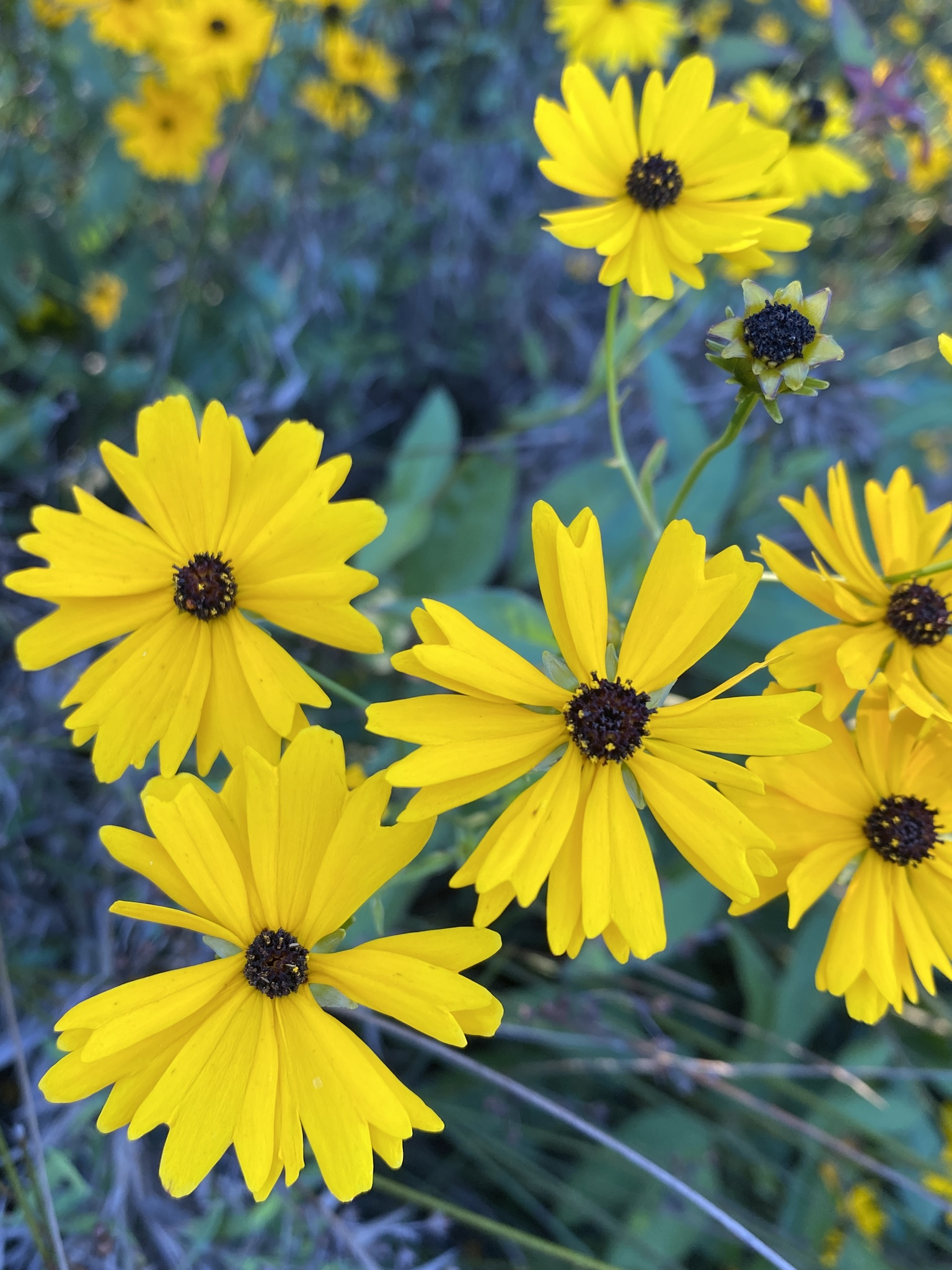
Coreopsis palustris
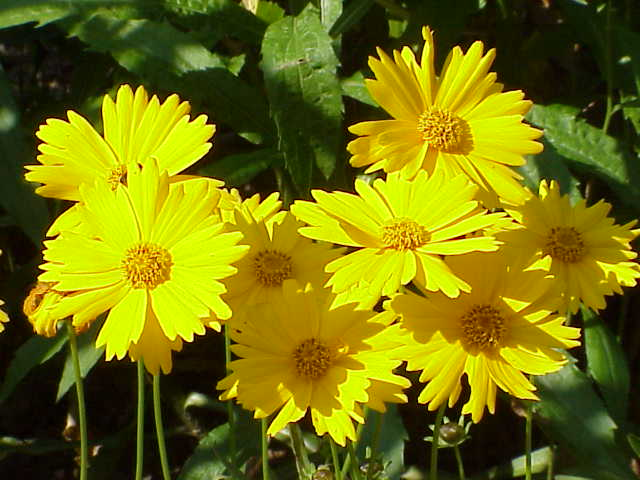
Coreopsis pubescens

R - S - T -W
- Coreopsis rosea Nutt.
- Coreopsis spectabilis A.Gray
- Coreopsis teotepecensis Paray
- Coreopsis tinctoria Nutt.
- Coreopsis wrightii (A.Gray) H.M.Parker ex E.B.Sm.

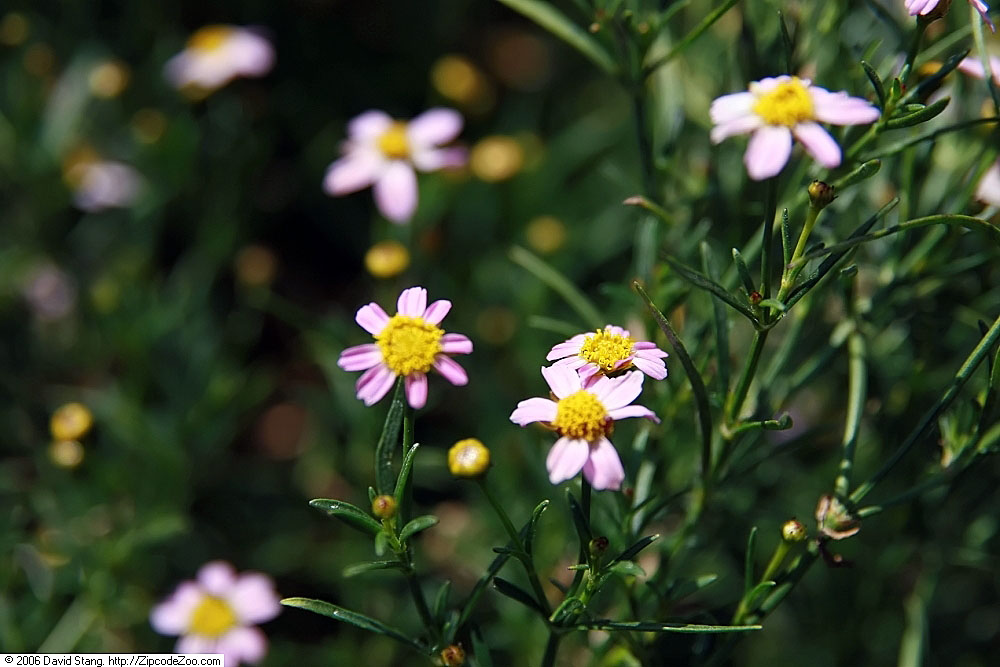
Coreopsis rosea
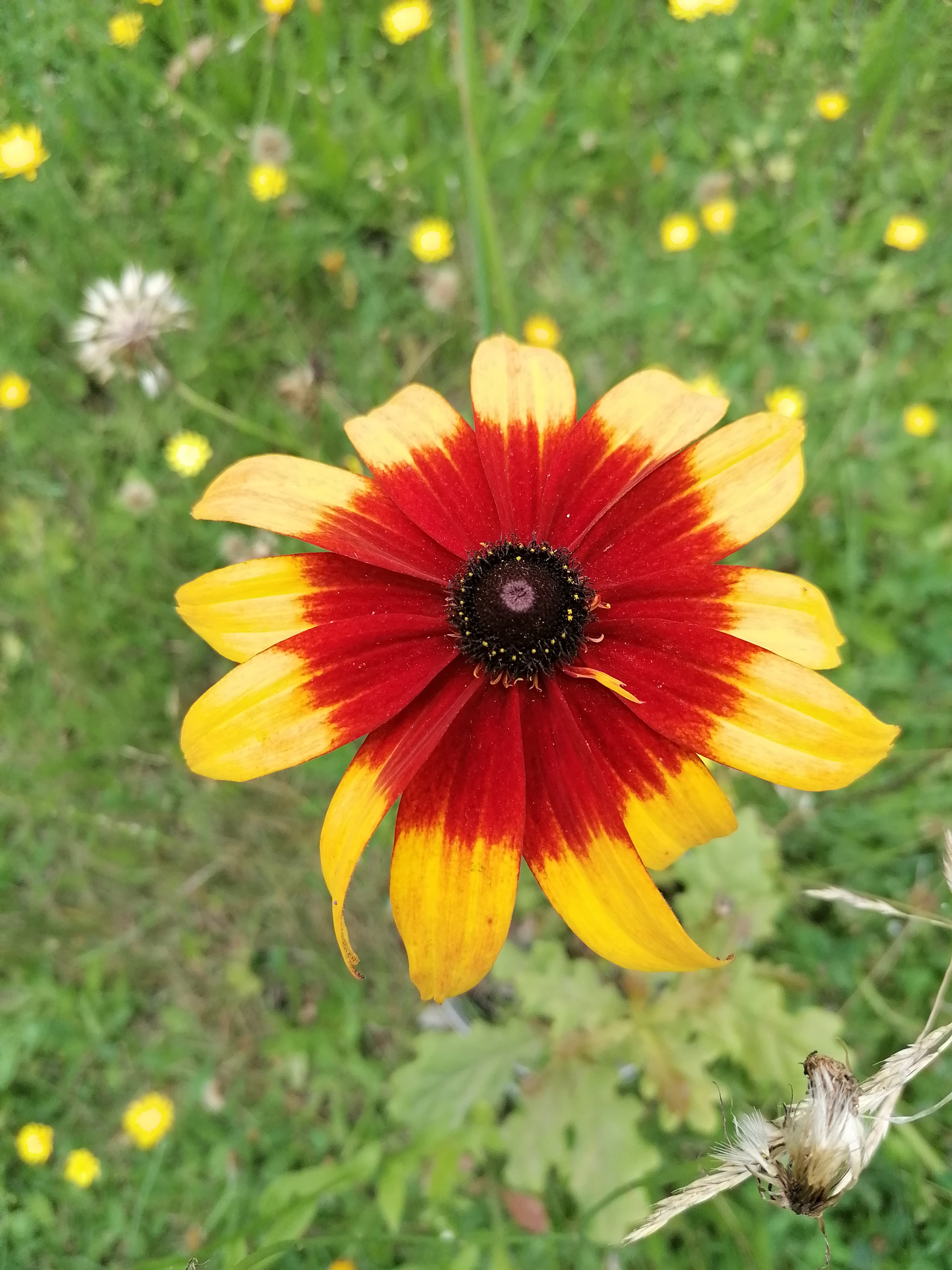
Coreopsis tinctoria

### Sinonimi
Sono elencati alcuni sinonimi per questa entità:
- Chrysomelea Tausch
- Acispermum  Neck.
- Calliopsis  Rchb.
- Coreopis  Gunnerus
- Coreopsoides  Moench
- Cymbaecarpa  Cav.
- Diplosastera  Tausch
- Leachia  Cass.
- Leiodon  Shuttlew. ex Sherff
- Lophactis  Raf.
- Odoglossa  Raf.
- Pugiopappus  A.Gray
- Selleophytum  Urb.
- Vernasolis  Raf.

### Specie spontanee italiane
Elenco delle specie presenti in Italia:
- Coreopsis lanceolata L. - Coreopsis gialla.
- Coreopsis tinctoria Nutt. - Coreopsis gialla.

Chiave per le specie
- 1A: il ciclo biologico è perenne; le foglie sono intere con uno o due lobi laterali; i fiori ligulati hanno 5 lobi;

Coreopsis lanceolata L. - Coreopsis gialla: l'altezza massima della pianta è di 10-30 cm; il ciclo biologico è perenne; la forma biologica è emicriptofita scaposa (H scap); il tipo corologico è  Canadese e Americano; l'habitat tipico sono gli ambienti antropizzati e gli arbusteti; in Italia si trova al Nord.
- 1B: il ciclo biologico è annuo; le foglie sono 1-3-pennate; i fiori ligulati hanno 4 lobi;

Coreopsis tinctoria Nutt. - Coreopsis gialla: l'altezza massima della pianta è di 3-10 cm; il ciclo biologico è annuo; la forma biologica è terofita scaposa (T scap); l'habitat tipico sono i coltivi; è rara e sporadica.